# 毛丝花科
毛丝花科只有唯一一个毛丝花属，本属已知有两个种，毛丝花树（Medusandra richardsiana）和Medusandra mpomiana。毛丝花树是生长在西非热带地区的乔木，嫩枝有彩色的树液，克朗奎斯特分类法将其列入檀香目，1998年根据基因亲缘关系分类的APG 分类法认为无法将其分入任何一个目，属于系属不清的科，2003年经过修订的APG II 分类法甚至不承认有这一个科，认为只有系属不清的属。